# كهف بيل ويتش
كهف بيل ويتش (بالإنجليزية: Bell Witch Cave)‏؛ هو كهف يقع في مقاطعة روبرتسون في الولايات المتحدة.

## السياحة
يعد «كهف بيل ويتش» أحد مواقع الجذب السياحي في مقاطعة روبرتسون في ولاية تينيسي الأمريكية.